# Bad Hindelang
Bad Hindelang är en köping (Markt) i Landkreis Oberallgäu i Regierungsbezirk Schwaben i förbundslandet Bayern i Tyskland. Folkmängden uppgår till cirka 5 000 invånare.

## Historia
Orten ligger i dalgången av floden Ostrach som är en biflod till Iller. Bad Hindelang uppkom vid en transportväg för salt. Känt är ett riddaresläkte von Hundilanc som nämns i flera urkunder. Rättigheten att kalla sig köping fick orten 1429 av biskopen i Augsburg. Under 1500-talet etablerade sig i orten flera smedjor som förarbetade järnmalm från den närmare omgivningen. Under trettioåriga kriget dog cirka 1 000 personer, alltså ungefär hälften av ortens invånare, i pesten.
Tillägget "Bad" (kurort) fick Hindelang så sent som 2002.

## Sevärdheter
- Kirche Unserer lieben Frau im Ostrachtal und St. Jodokus
- Ortens evangeliska kyrka
- Hembygdsmuseum
- Museum för hästvagn och släde
- Rådhuset som var tidigare ett jaktslott
- Ortens julmarknad